# Мошова, Камила
Ками́ла Мо́шова (чеш. Kamila Mošová, в замужестве после 2014 Ками́ла Мула́цова, чеш. Kamila Mulačová; 5 февраля 1987 — 23 января 2019) — чешская кёрлингистка.
В составе женской сборной Чехии участница зимних Универсиад 2009 и 2011.

## Достижения
- Первенство Европы по кёрлингу среди юниоров: бронза (2008).

## Команды
| Сезон                                          | Четвёртый      | Третий            | Второй             | Первый              | Запасной                                | Тренер                        | Турниры                              |
| ---------------------------------------------- | -------------- | ----------------- | ------------------ | ------------------- | --------------------------------------- | ----------------------------- | ------------------------------------ |
| 2005—06                                        | Гана Синачкова | Ленка Даниелисова | Ленка Кучерова     | Каролина Пиларова   | Камила Мошова                           |                               | ЧЕ 2005 (12 место)                   |
| 2005—06                                        | Камила Мошова  | Ленка Черновска   | Линда Климова      | Анна Кубешкова      | Тереза Плишкова                         | Jana Linhartova               | ПЕЮ 2006 (5 место)                   |
| 2007—08                                        | Анна Кубешкова | Линда Климова     | Тереза Плишкова    | Michaela Nadherova  | Камила Мошова                           | Иржи Снитил                   | ПЕЮ 2008                             |
| 2008—09                                        | Sárka Doudová  | Камила Мошова     | Ленка Кучерова     | Луиза Иллькова      | Eva Stampachova                         | Карел Кубешка                 | ЗУ 2009 (5 место)                    |
| 2009—10                                        | Линда Климова  | Ленка Черновска   | Камила Мошова      | Катержина Урбанова  |                                         |                               |                                      |
| 2010—11                                        | Линда Климова  | Ленка Черновска   | Камила Мошова      | Сара Ягодова        |                                         |                               |                                      |
| 2010—11                                        | Анна Кубешкова | Линда Климова     | Тереза Плишкова    | Элишка Яловцова     | Камила Мошова                           | Карел Кубешка                 | ЗУ 2011 (7 место)                    |
| 2011—12                                        | Линда Климова  | Камила Мошова     | Ленка Черновска    | Катержина Урбанова  | Paula Proksikova (ЧЕ) Сара Ягодова (ЧМ) | Vladimir Cernovsky            | ЧЕ 2011 (8 место) ЧМ 2012 (12 место) |
| 2012—13                                        | Линда Климова  | Камила Мошова     | Анна Кубешкова     | Катержина Урбанова  | Тереза Плишкова                         | Карел Кубешка Даниэль Рафаэль | ЧЕ 2012 (8 место)                    |
| 2012—13                                        | Линда Климова  | Камила Мошова     | Paula Proksikova   | Катержина Урбанова  |                                         |                               |                                      |
| 2013—14                                        | Линда Климова  | Камила Мошова     | Paula Proksikova   | Катержина Урбанова  |                                         |                               |                                      |
| 2014—15                                        | Линда Климова  | Камила Мулацова   | Катержина Урбанова | Katerina Samueliova | Зузана Гайкова (ЧЕ)                     | Давид Шик                     | ЧЕ 2014 (10 место)                   |
| Кёрлинг среди смешанных команд (mixed curling) |                |                   |                    |                     |                                         |                               |                                      |
| 2015—16                                        | Tomas Valek    | Камила Мулацова   | Martin Mulac       | Helena Hajkova      |                                         |                               | ЧМСК 2015 (19 место)                 |

(скипы выделены полужирным шрифтом)